# Organização Revolucionária Secreta da Juventude Macedônia
A Organização Revolucionária Secreta da Juventude da Macedônia ou MMTRO (em búlgaro:  Македонска младежка тайна революционна организация, em macedônio/macedónio:  Македонска младинска тајна револуционерна организација) foi uma organização juvenil secreta pró-búlgara  estabelecida pela Organização Revolucionária Interna da Macedônia, ativa na Macedônia entre 1922 e 1941.  A estátua do MMTRO foi aprovada pessoalmente pelo líder da IMRO, Todor Alexandrov. O objetivo da MMTRO estava de acordo com o estatuto da IMRO – unificação de toda a Macedônia numa unidade autónoma dentro da Grande Bulgária. 
Em pouco tempo, a sua influência espalhou-se entre os jovens estudantes da Macedônia Iugoslava e Grega e por toda a Europa.
Após o Julgamento Estudantil de Skopje dos seguidores do MMTRO, a intelectualidade local devolveu ainda mais a estrutura organizacional. Na Grécia, o governo exilou dezenas de supostos membros para as Ilhas Egeias. Quando em 1941 os governantes iugoslavos e gregos foram substituídos pela administração búlgara, a organização tornou-se marginalizada e, por fim, dissolvida.